# Bellissima!
『Bellissima!』（ベリッシマ）は、1988年9月21日に発売されたピチカート・ファイヴ通算2作目のスタジオ・アルバム。

## 解説
制作に携わった人たちすべてから“大傑作”との賞賛を得たにもかかわらず、1987年リリースの前作『couples』はセールスで充分な結果を残せなかった。アルバムリリース同月に行われたライブの翌々日、次のアルバムの打合せに訪れたプロモーション・スタッフの御領博と、ディレクターの河合マイケルからヴォーカリスト交代を示唆された小西康陽は約1か月間悩んだ末、ヴォーカル佐々木麻美子と、作風が異なり始めていた鴨宮諒を、当時既にオリジナル・ラヴを率いてインディーズで活動を開始していた田島貴男と交代することに決めた。そして1988年2月5日、渋谷ラ・ママでのオリジナル・ラヴのライブ終演後、小西が田島にピチカートへの加入を要請した。
その時の様子を田島は「『ATTACK OF... MUSHROOM PEOPLE』の続編でクリスマス・アルバムの企画があって、その時はすでにオリジナル・ラヴ名義で参加したんですよ。そのとき一緒に参加していたのが小西康陽さん。小西さんが僕らのこと、すごく気に入ってくれてね。僕の才能を“すごい”って言ってくれる人が出たっていうんで、僕もすごくうれしくてさ。それでピチカート・ファイヴのヴォーカルをやらないかって言われたんですよ。で、オリジナル・ラヴも同時にやれるならやりますって答えたんです。そのとき、僕の中で“ポップス”を作りたい気持ちが強くなってきていて。ピチカートもその時は“ポップス”ってことをすごく考えていたから。じゃ、3人で作っていこうってことになったんです」「ピチカートに入るちょっと前からソウルが好きになって。その頃はソウル・ミュージックばかり聴いていたんですよ。それで小西さんから『田島くん、次はどういう音楽をやったらいいと思う?』って聞かれて。最初はやっぱり『カップルズ』の延長線上みたいな感じかなって話だったんですけど、やっぱり僕はソウルをやりたいですって言って。それで、小西さんがピチカート流のソウルっていうのはこういうのじゃないかって、フィリー系のものとか、スモーキー・ロビンソンとかいろいろ出してきて。そこから『ベリッシマ』を作り始めたんです。レコーディング前にデモをたくさん作ったんですけど、その時っていうのは僕がソウルっぽい曲をちょうど書きはじめた頃でしたね。まだ本当にできかけっていう段階だったんですけど」と、後年インタビューで答えている。
田島を新メンバーに迎えてのピチカート・ファイヴは、このアルバムのためのリハーサルからスタートした。リハーサル中に生まれた大滝詠一作品<指切り>のカヴァーは、このセッションの初日にレコーディングされたにも拘らず、小西曰く“作詞者である松本隆氏の気まぐれにより”本作への収録は見送られ、『月面軟着陸』でようやく日の目を見た。
アルバム・タイトルについて小西は「かっこいいじゃないってとこから、ってそれはウソですけど、それは大きいですね。『ベリッシマ』っていうと知ってる人はヴィスコンティの映画『ベリッシマ』を思い出すらしくて、僕もあの映画は大好きなんだけど、直接あの映画のイメージで考えてたわけじゃなくて、このタイトルにしようと思ったのは去年の夏に草月ホールで映画の上映会観た時に、リチャード・レスターが『ヤァ・ヤァ・ヤァ』を撮る前に撮った映画で、くだらないロック映画だったんだけど、その中で『ベリッシマ』っていう歌が出てきて、“素敵な男はベリッシモ、かわいい女の子はベリッシマ”みたいなね、すごいくだらない歌詞だったんだけど、その時に“あ、この言葉いいな”って思ってね、ちょうどイタリアっぽい何かっていうのを考えてたから、例えばフェリーニとかアントニオーニとかの軽くてオシャレな感じとね、重たくて不毛な感じとのギャップがあるものがひとつにあるような感じ。音は軽くて聴きやすいのに歌詞とか聴き終わった後の感触がすごく重たくて暗い感じになっちゃうみたいなものを作ってみたいと思っていたから、ちょうどいいタイトルだなって思って」と、リリース直後のインタビューで答えている。
アルバムがリリースされると、熱狂的支持者と明らかな嫌悪を表明する者とに分かれ、特に後者の代表的なものとして直後に発売された『ミュージック・マガジン』では「『アルベルト・モラヴィアとウィリアム“スモーキー”ロビンスンに捧ぐ』だって? ふざけんなよ。前作『カップルズ』は、個人的にまるで素養のないA&Mサウンドとやらがベースで判断がつきかねていたが（中略）みなさん、こんなレコードに騙されてはいけません」「<タイトゥン・アップ>風のリズム・ギターと流麗なストリングスで幕を開ける新作の元ネタは、70年代のフィラデルフィア・ソウルだ（中略）。しかし、だ。この日本語吹き替えフィラデルフィア・ソウルには、なにか決定的なものがスッポリ抜け落ちている」「仏作って魂（ソウル）入れず。キャッチ・コピーが“汗知らずスーパー・スウィート・ソウル”とは、まさにいい得て皮肉。マニアックな調査研究にもかかわらず、成分分析あるいは翻訳できない“汗”が最後に残った。振り返って見れば、果敢にも“汗”の謎に挑んでは力尽きて倒れた、先人たちの累々たる屍が横たわっている。演歌調のコブシをソウルフルと勘違いしてしまうのに比べれば、彼らは、小賢しい音楽マニアの身のほどを良くわきまえている。でも、どんなに表面的にスタイルをなぞってみても、音楽にとっていちばん大切なマジックが欠けているから、それはただの音符の羅列にしか過ぎない。ま、目先だけは利くみたいだから、やっかいな問題は最初から避けて通ってるんだろう」「ピチカートVについて、その徹底した傍流POPSへのこだわりこそ、いまの時代では貴重なロック的姿勢だとの評価もあるが、実のところ彼らの音楽には、それ以外なにもない。強いて歌うべき内容なんてない、気の抜けたヴォーカル。異常なまでのディティールへの執着をのぞけば、創意と工夫のかけらもない、コレクターの箱庭細工みたいな音楽につき合ってられるほど、こっちは暇じゃないんだ。もっとも、単にオーケストレーションの研究対象としてソウルを選んだ彼らにしてみれば、こんな話は大きなお世話だろう」と書かれた。こうした二つの意見に分かれたが、このアルバムも『カップルズ』同様、セールスは芳しくなかった。
アルバムを振り返って田島は「今になって思うと、あれは僕にとってもすごく面白いアルバムでしたね。出来上がったばかりの頃は嫌で嫌でしょうがなかったんですけどね。レコーディングが辛かったのもあるし、なんか全体的に暗い感じがあるでしょ。ただ僕の歌い方は『ベリッシマ』ですごく変わったんですよ。この頃から歌っていうものを意識し始めていたんですね。前はなんかヘンなニューウェーブみたいな声の出し方してたんですけど。たとえば小西さんに、ファルセットみたいに歌えって言われたり。いきなりため息系のソフトな歌い方をしろと言われても無理なんですよ、肺活量を使うし。だから、辛かったですけどね。そのおかげで、ボーカリストとしての自覚が出たっていうか」という。
アルバムのジャケットへの小西やメンバー達からの要望について、信藤三雄によれば「メンバーの写真は表に出さないで、古い雑誌からあてて欲しいというのがありました。どういう絵柄がということはなかったのですけど。『ベリッシマ!』というタイトルは決まっていたと思います」「当時の状況を考えると、僕も小西君も“日本人である僕達には自分たちが出てきてカッコいいジャケットはつくれない”っていう思いはありましたね。その後にフリッパーズ・ギターのジャケットをやることになるんですけど、その時もメンバーからは、『ベリッシマ!』じゃないですけれど、ああした雑誌の引用みたいなことをやりたい、ってことは言われました」という。
なお、このアルバムは当時2000枚ほどアナログ盤がリリースされているが、小西によれば「当初、アナログ盤の30センチ・ジャケットのつもりでデザインしていたコンテムポラリィ・プロダクションの信藤三雄氏にしても、アナログ盤のリリースが無くなるというニュースはまさに青天の霹靂」だったとし、信藤が最初に手がけたCDがこのアルバムになるのだという。

## 収録曲
1. 惑星 planets (4:06)
  - 詞 : 小西康陽、曲 : 田島貴男
  - ベスト・アルバム『THE BAND OF 20TH CENTURY:Sony Music Years 1986-1990』[注釈 10]収載のライナー・ノーツにて高浪慶太郎が、この曲をレコーディング中のスタジオのロビーで、田島がメロディーの種明かしをした事に触れている。この曲はオリジナル・ラヴが1993年冬のツアーの最終日に一度だけ取り上げている[注釈 11][注釈 12]。
2. 誘惑について temptation talk (4:17)
  - 詞 : 小西康陽、曲 : 田島貴男
  - この曲は後に、オリジナル・ラヴが2000年冬のツアーのほか[注釈 13]、ピチカート・ファイヴ解散イベントにて[注釈 14]、田島の弾き語りで取り上げられた。
3. 聖三角形 holy triangle (5:38)
詞 : 小西康陽、曲 : 田島貴男
4. ワールド・スタンダード world standard (4:17)
詞 : 小西康陽、曲 : 高浪慶太郎
5. カップルズ couples (3:54)
詞 : 小西康陽、曲 : 高浪慶太郎
6. 日曜日の印象 sunday impressions (5:11)
詞 ⁄ 曲 : 小西康陽
7. 水泳 the swim (4:09)
詞 : 小西康陽、曲 : 高浪慶太郎
8. セヴンティーン seventeen (3:50)
詞 ⁄ 曲 : 田島貴男
9. これは恋ではない this can't be love (4:46)
  - 詞 ⁄ 曲 : 小西康陽
  - この曲は、MIHIRO 〜マイロ〜の2009年リリースのアルバム『My Way』[注釈 15]にてカバーされた。
10. 神の御業 the work of god (4:35)
詞 ⁄ 曲 : 小西康陽

## クレジット
| Produced                | by | 小西康陽、高浪慶太郎、田島貴男、for the Greatest Hits |
| Directed                | by | 河合マイケル (CBS ⁄ Sony Group) |
| Production Co-ordinator | :  | 杉村純子 (The Greatest Hits) |
| Executive Producer      | :  | 石井俊雄 (CBS ⁄ Sony Group) |
| Associate Producers     | :  | 朝妻一郎 (Fujipacific)、長門芳郎、麻田浩 (The Greatest Hits) |
|                         |    | |
| Tokyo                   |    | MFSB'S |
| Drums                   | :  | 宮田繁男 |
| Fender Bass             | :  | 小西康陽 (2,3,6) 渡辺等 (1,5,7,8,10) |
| Keyboards               | :  | 中山努 |
| Guitars                 | :  | 斉藤誠 |
| Percussions             | :  | 大儀見元、河合ペドロ (1,6) |
| Vibraphone              | :  | 金山功 (3,4,6,7,10) |
| Steelpan                | :  | ヤン富田 (4) |
| Harmonica               | :  | 八木のぶ夫 (3) |
| Horns                   | :  | 平原智、荒木敏男、金城寛文、菅坂雅彦、ジェイク・H・コンセプシオン、清岡太郎 |
| Soloists                | :  | ジェイク・H・コンセプシオン、数原晋 |
| Strings                 | :  | 金子飛鳥グループ |
| Orchestration           | :  | 長谷川智樹、高浪慶太郎 (5) |
| Chorus                  | :  | 越美晴 (3,4,9,10)、伊集加代子 (1,3,5,6,9)、大内美貴子 (1,3,5,6,9) |
|                         |    | |
| Mixed                   | by | 吉田保 (CBS ⁄ Sony Group) |
| Recording Engineers     | :  | 森岡徹也、吉田保、加藤博美、鈴木浩二、太田安彦 |
| Assistant Engineer      | :  | 新井豊 (Zero Studio)、中谷秀己 (Onkio Haus)、早乙女正雄 (L・D・K Studio)、 木曽敏浩 (Studio Take One)、杉山茂敏 (Sound Design St.)                                                                                               |
| Equipments              | :  | 美島豊明 (Zero Studio) |
| Inspector               | :  | 高村宏 (Music Land) |
|                         |    | |
| Management              | :  | 森靖貴 - The Greatest Hits |
| Promotional Staff       | :  | 御領博、田中延尚 |
|                         |    | |
| Art Directors           | :  | 信藤三雄 (C.T.P)、小西康陽 |
| Designers               | :  | 鈴木直行 (C.T.P)、小西康陽、中嶋佐和子 (C.T.P) |
| Photographer            | :  | 井出貴久 |
|                         |    | |
| Thanks                  | :  | 細野晴臣、高由貴子、皆川勝、吉本栄、 井出靖、黒田恭修、山本和夫、中野達仁、 佐々木麻美子、鴨宮諒、関口太、 井上大介、バウスシアター、直江政太郎、 オリジナル・ラヴ、和田博己、あがた森魚、 OP BIZARRE 松本隆氏に深く感謝します。 |

## CD:SRCL 3374

### 解説
1995年11月1日、ソニー時代のカタログ全4タイトルが最新リマスタリング音源によりリイシュー。初回盤は三方背BOX仕様。2004年には、ピチカート・ファイヴ解散3周年を記念して品番を改め再発売された。

### 収録曲
1. 惑星 planets  –  (4:06)
2. 誘惑について temptation talk  –  (4:17)
3. 聖三角形 holy triangle  –  (5:38)
4. ワールド・スタンダード world standard  –  (4:17)
5. カップルズ couples  –  (3:53)
6. 日曜日の印象 sunday impressions  –  (5:11)
7. 水泳 the swim  –  (4:09)
8. セヴンティーン seventeen  –  (3:49)
9. これは恋ではない this can't be love  –  (4:46)
10. 神の御業 the work of god  –  (4:33)

### クレジット
| Bellissima! / Pizzicato Five '88                          |
|                                                           |
| ON THIS EDITION                                           |
|                                                           |
| ●Producer : 河合マイケル (Sony Records)                   |
| Executive Producer : 渡辺純一 (Sony Records)              |
| Associate Producer : 寺川智紀 (Fuji Pacific)              |
| A&R : 井上敦史 (Sony Records)                             |
|                                                           |
| ●Art Director : 信藤三雄 (C.T.P.P.)                       |
| Designer : 北山雅和 (C.T.P.P.)                            |
|                                                           |
| ●Production Co-ordinator : 三木孝浩 (SMC)、大熊和恵 (SMC) |
| Promotion Staff : 宇田明則 (Sony Records)                 |
|                                                           |
| ●Remastered by BOBBY HATA (DISC LAB)                      |

## リリース日一覧
| 地域 | リリース日    | レーベル                       | 規格                 | カタログ番号 | 備考 |
| ---- | ------------- | ------------------------------ | -------------------- | ------------ | --- |
| 日本 | 1988年9月21日 | CBS/SONY                       | CD                   | 32DH 5126    | |
| 日本 | 1988年9月21日 | CBS/SONY                       | LP                   | 28AH 5126    | 限定プレス。帯の代わりにステッカーを貼付。                                                                   |
| 日本 | 1988年9月21日 | CBS/SONY                       | CT                   | 28KH 5126    | |
| 日本 | 1995年11月1日 | Sony Records                   | CD                   | SRCL 3374    | - ニュー・マスタリング音源使用。 - 初回仕様：三方背BOX                                                       |
| 日本 | 2004年4月28日 | GT music ⁄ SMDR                | CD                   | MHCL 364     | 品番改定によるソニー・レコード盤の再発。                                                                     |
| 日本 | 2016年8月24日 | GREAT TRACKS ⁄ GT music ⁄ SMDR | Blu-spec CD2         | MHCL 30393   | - 小西康陽監修2016年最新リマスタリング音源使用。 - 西寺郷太(NONA REEVES)による書き下ろしライナーノーツ収載。 |
| 日本 | 2016年8月24日 | GREAT TRACKS ⁄ GT music ⁄ SMDR | LP                   | MHJ7 2       | - 小西康陽監修2016年最新リマスタリング音源使用。 - オリジナル・リリース時に作成されたフライヤーを復刻封入。  |
| 日本 | 2016年8月24日 | Sony Music                     | デジタルダウンロード | -            | 通常音質 / ハイレゾ音源                                                                                      |